# Kalsa (Palermo)
A Kalsa vagy hivatalosan Mandamento Tribunali, Palermo egyik történelmi negyede. Gyakran la Kalsa vagy Kalsa néven hivatkoznak rá.

## Név eredete
A Kalsa név, az arab al-Khāliṣa (الخالصة) szóból ered, ami "kiválasztott"-at jelent. A negyed hivatalos neve a Mandamento Tribunali (magyarul: "Ítélőszék negyed") abból ered, hogy a középkorban a negyedben levő Chiaramonte-Steri Palotában működött Szicília inkvizíciója.

## Történelem

### Ókor
A területen I. Hamilkár és Hannibál állomásoztatta hajóit hogy a Himéra elleni csatára felkészüljenek. Az akkori pun város falait a föníciaiak és karthágóiak vették be és hódították meg a várost.

### Középkor
A ma ismert Kalisa Szicília arab megszállásával kezdődött el. Az emirátusban létrehozták Al-Khalesa várost a 9. században. Rövidesen európai szinten az egyik jelentősebb arab település lett. Palermo, akkori nevén Balarm közigazgatási központja lett, amely egészen 1072-ig a normann megszállásig fennállt. 937 körül az arabok egy erődítményt építettek a kiskikötő mellett.
970-re Palermo már Kairó vagy Cordoba méretével megegyező muszlim település lett. Kalsában volt az emír lakhelye, ahová fegyverraktár, börtön, mecset lett épülve valamint hivatalok és fürdők is épültek a negyedben. Itt nem voltak sem boltok sem piacot. A negyedet kőfal vette körbe, aminek négy kapuja volt.
Kalsa központja, a mai Piazza Kalsa-n volt. A téren az arabeszk stílusban épült Görög Kapu, a 16. századi "spanyol mór újjászületési mozgalom"- hoz köthető és nem az arab megszállás idejére.

## Galéria

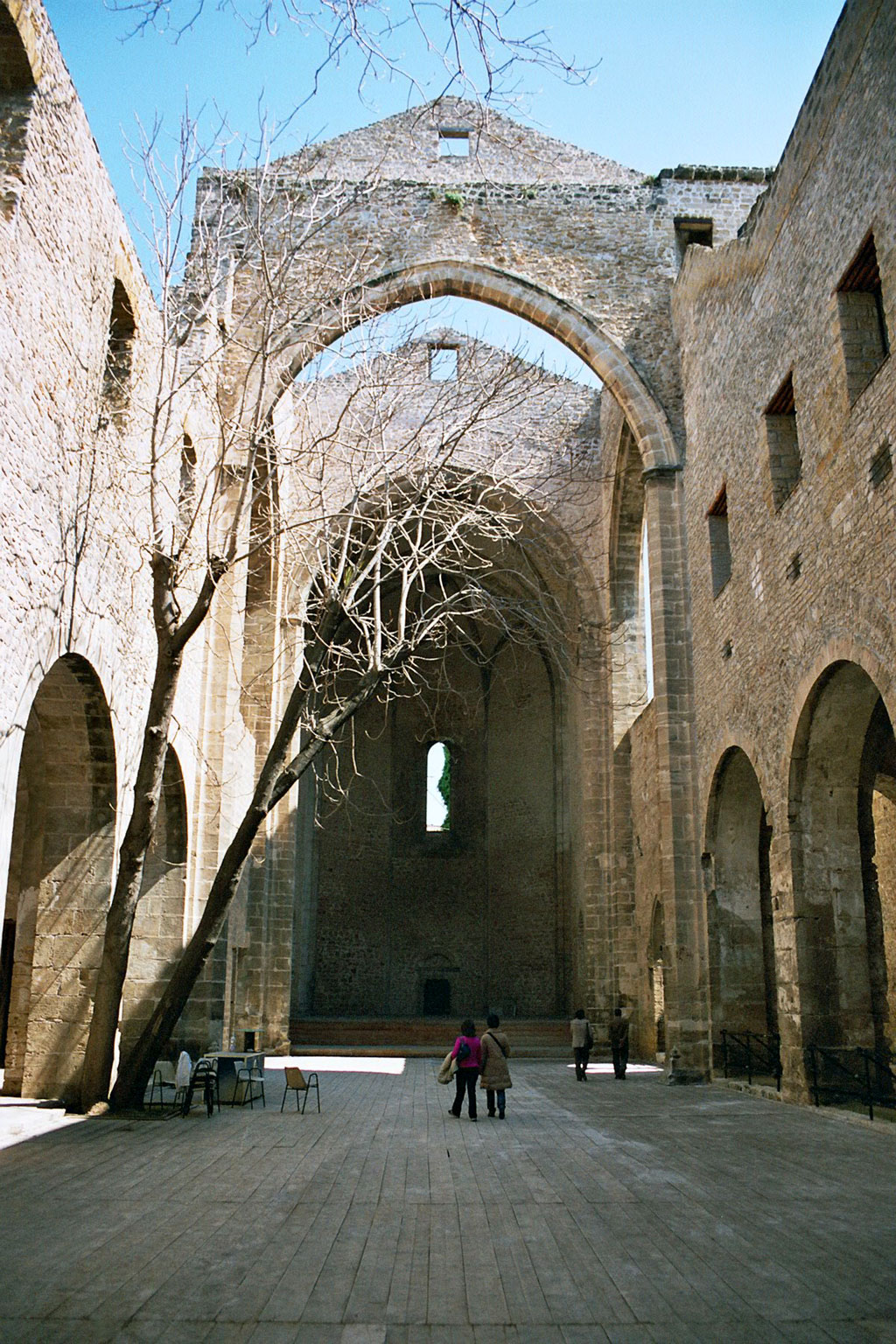
Ájult Szűz Mária-templom
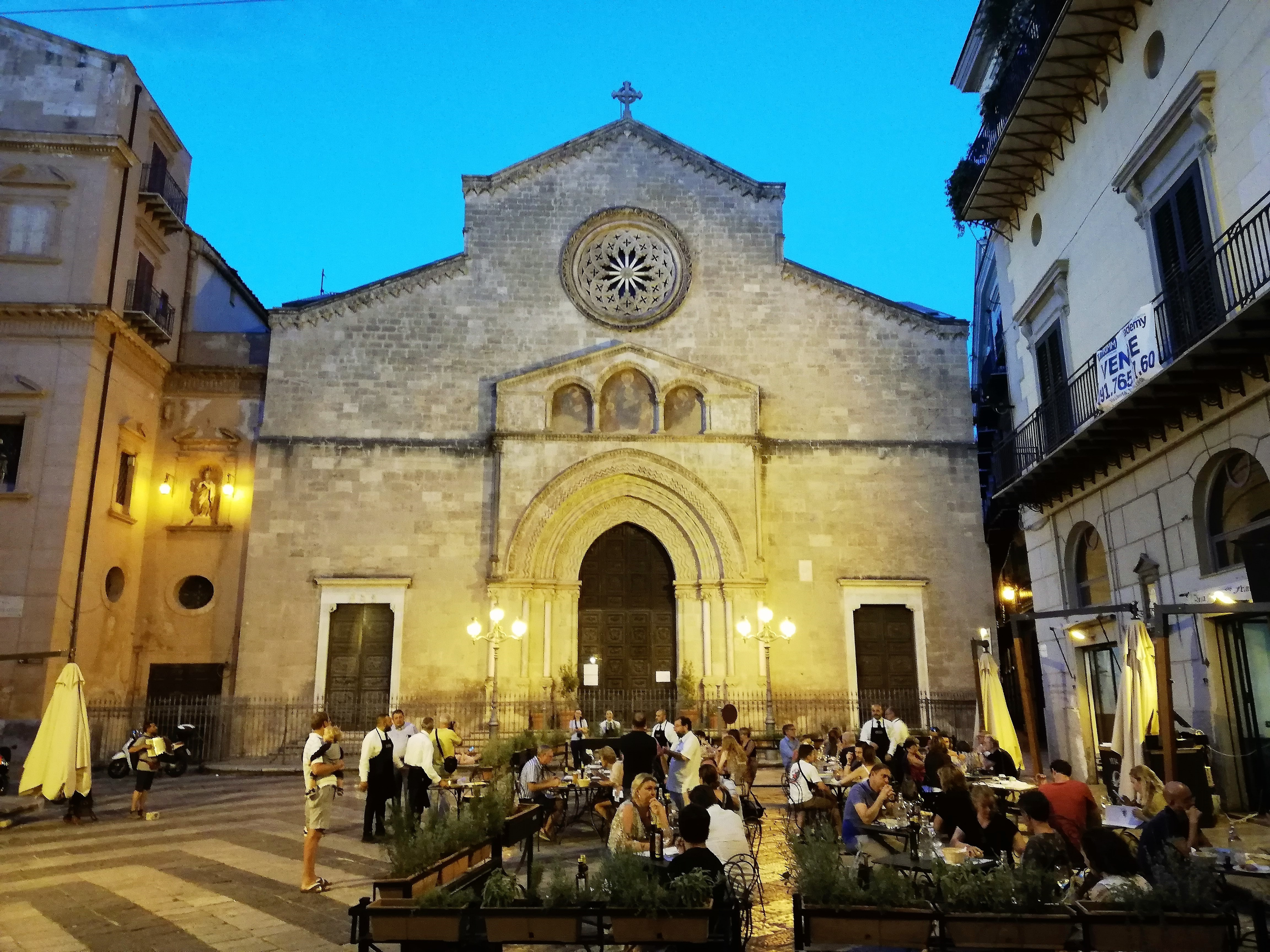
Assisi Szent Ferenc-templom
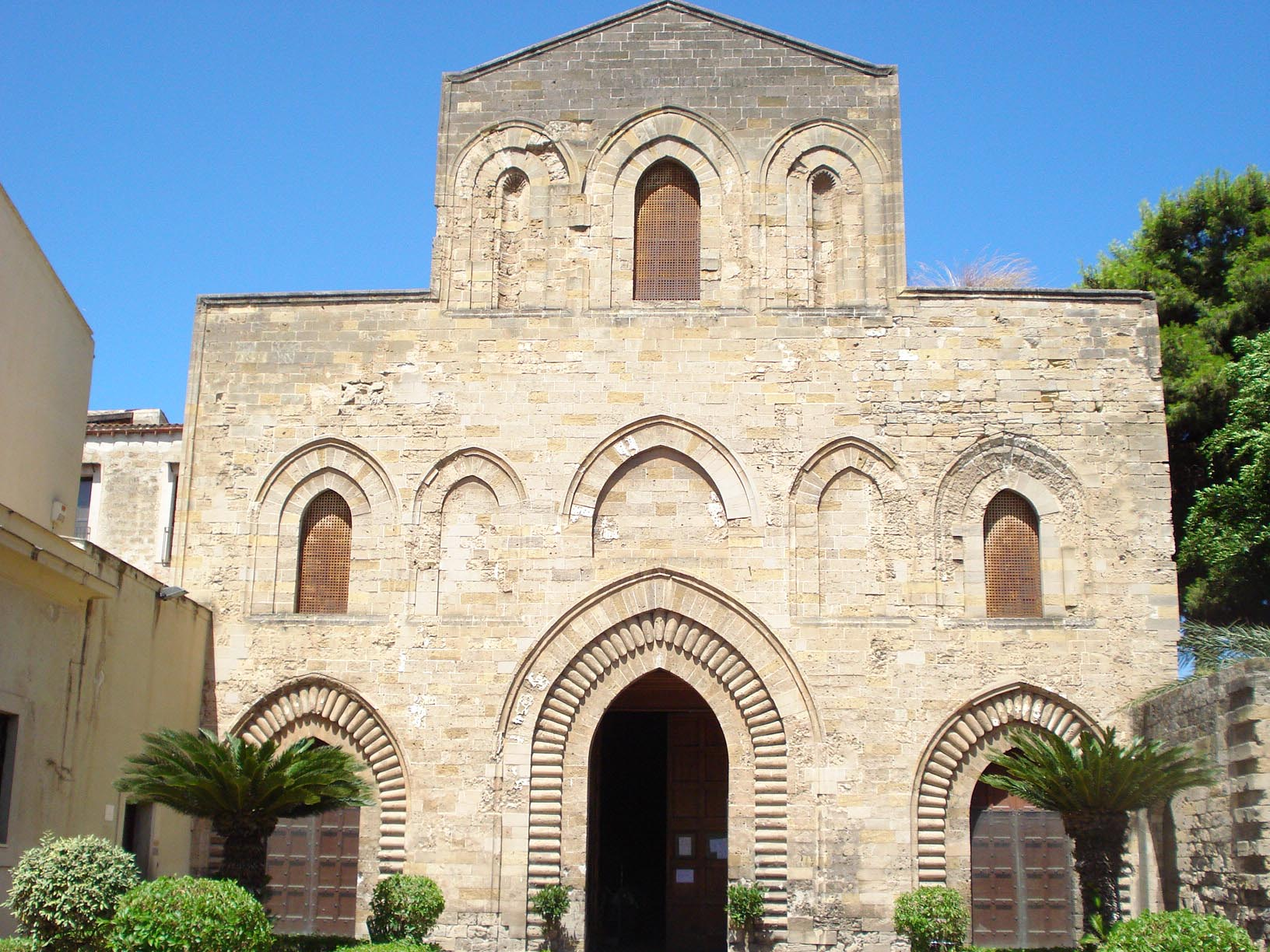
La Magione - Legszentebb Szentháromság Bazilika
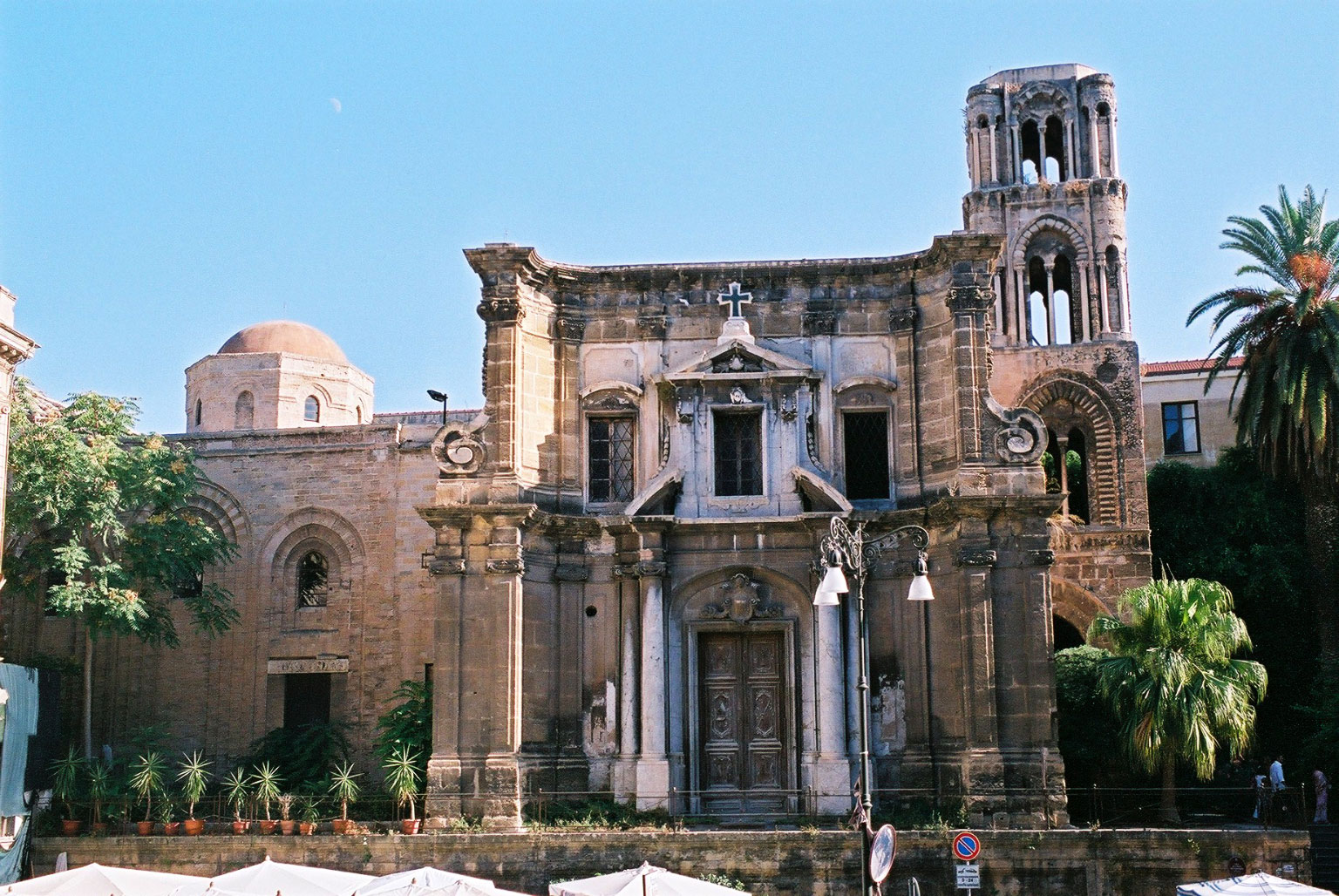
Martorana
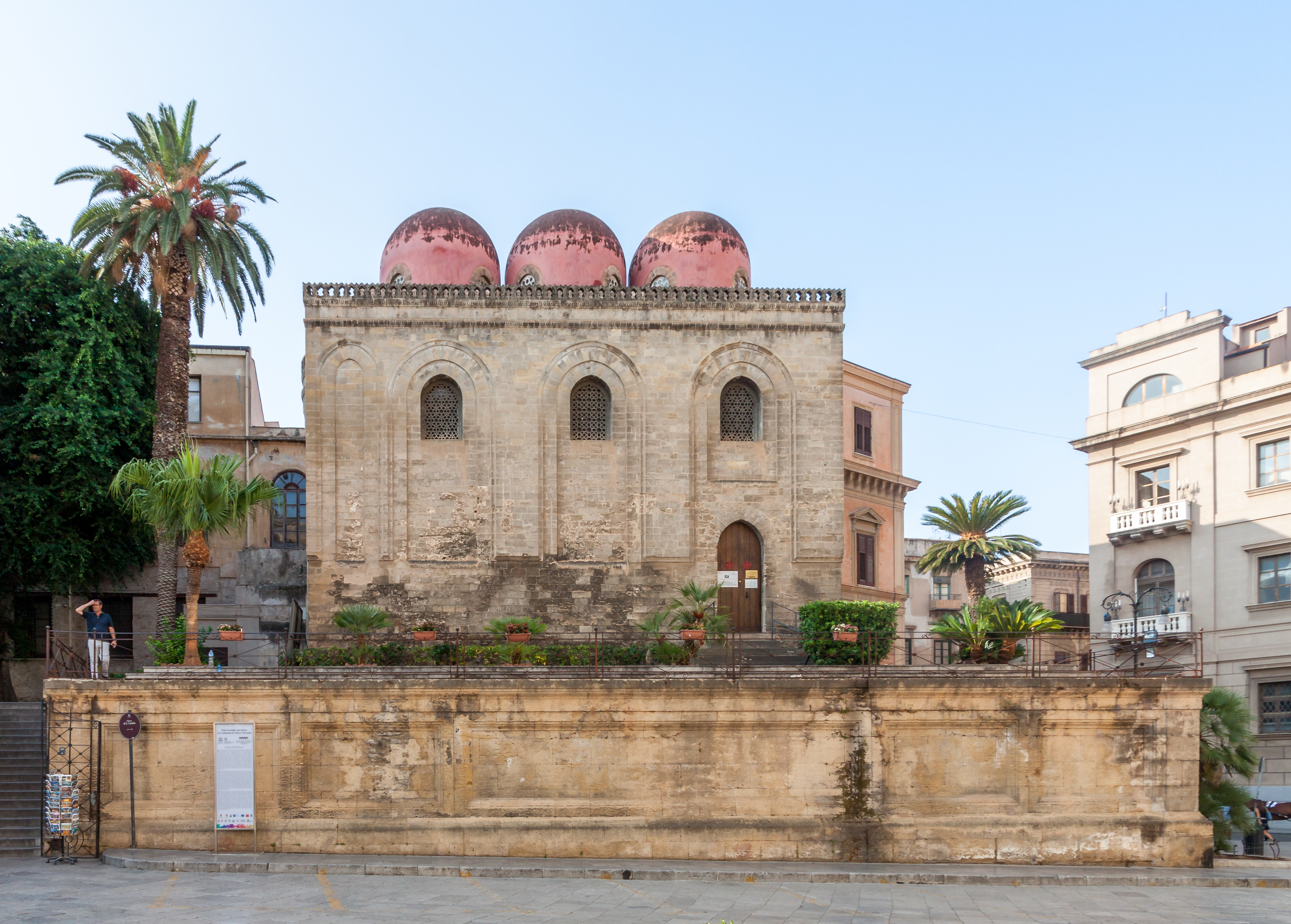
Szent Cataldo-templom
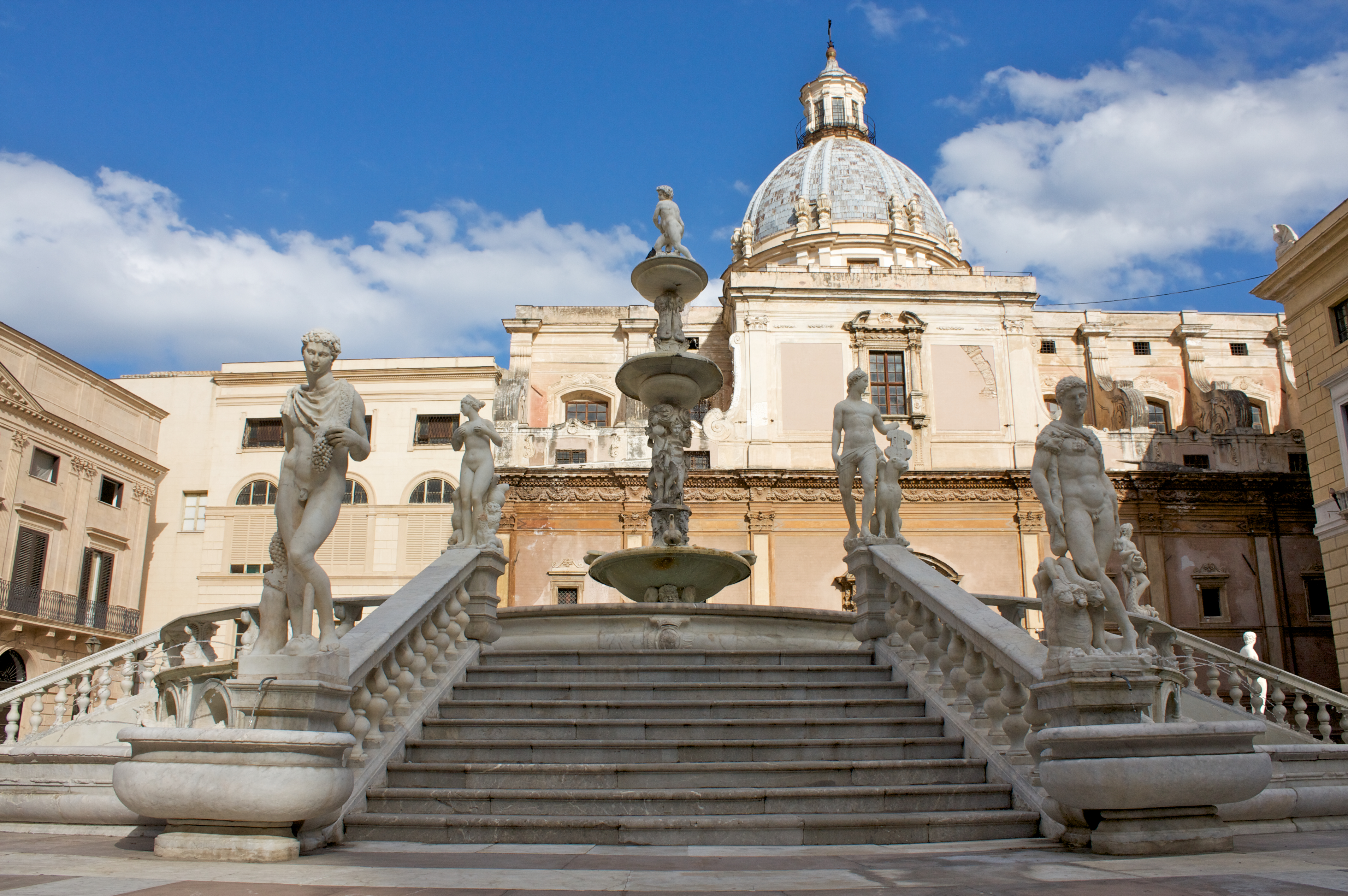
Piazza Pretoria
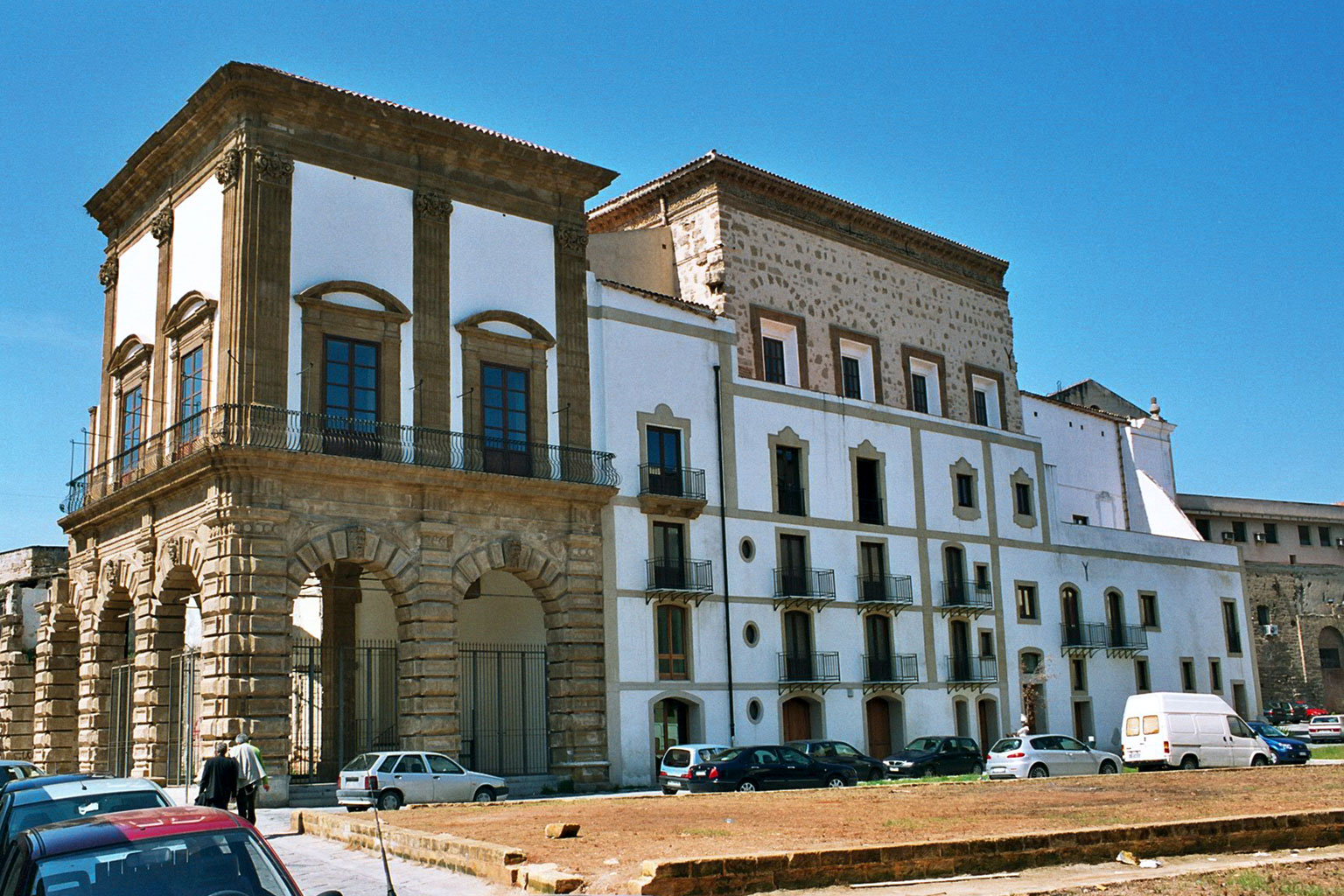
Fehérek kápolnája
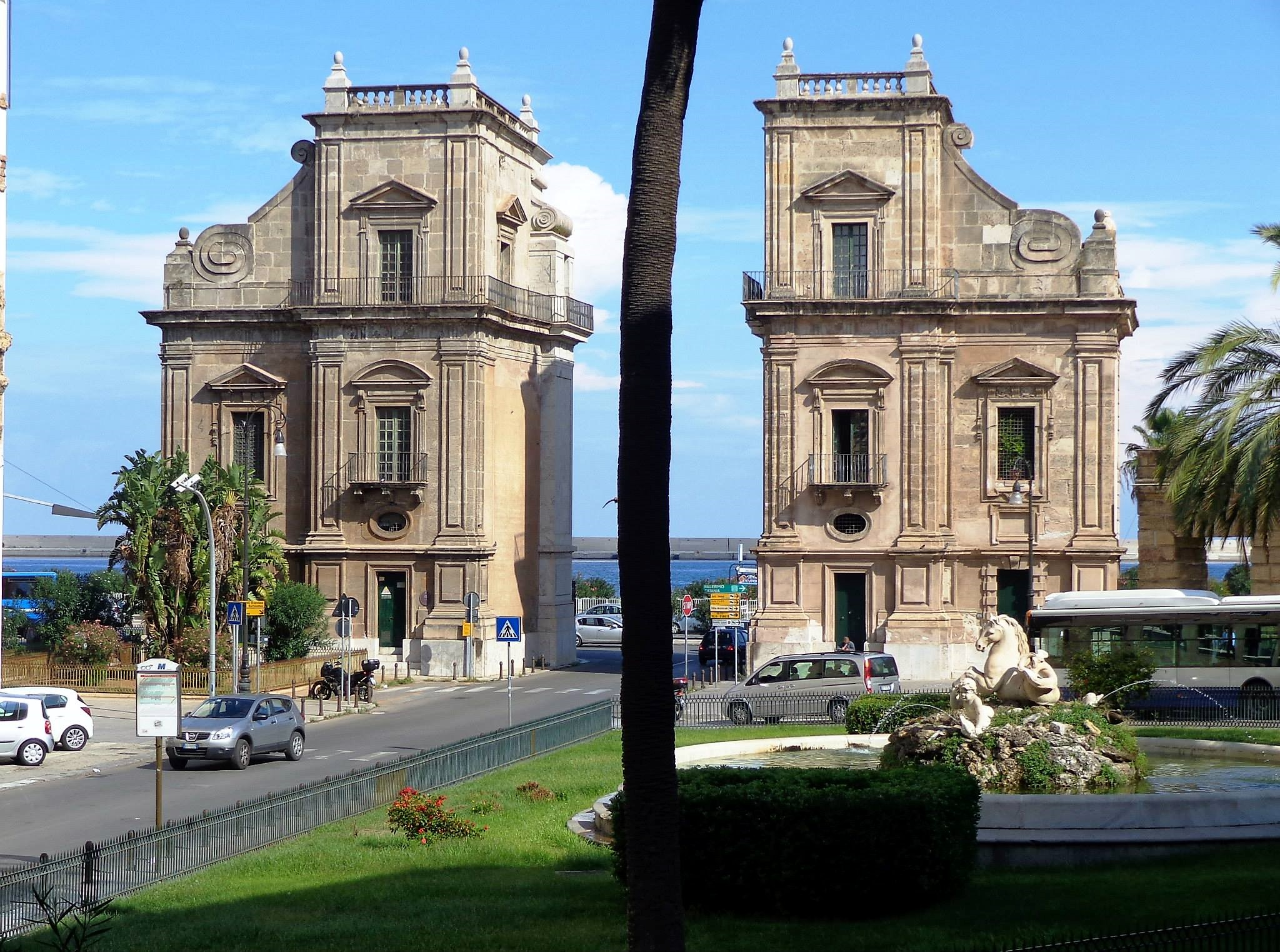
Porta Felice